# آنجلو افریکیان
آنجلو افریکیان (ایتالیایی: Angelo Ephrikian؛ ۲۰ اکتبر ۱۹۱۳ – ۳۰ اکتبر ۱۹۸۲) رهبر (موسیقی)، موسیقی‌شناس و آهنگساز ارمنی‌تبار اهل ایتالیا بود.